# The Kylie Collection
The Kylie Collection es el primer álbum recopilatorio de la cantante australiana de pop, Kylie Minogue. Fue lanzado por Mushroom records en 1988 en Australia y Nueva Zelanda. El álbum incluye canciones de su álbum debut y remixes de las canciones más exitosas. También fue lanzado en VHS sólo en Australia en 1988.

## Listas de canciones
1. "I Should Be So Lucky" - 3:24
2. "The Loco-Motion" - 3:14
3. "Je Ne Sais Pas Pourquoi" - 3:51
4. "It's No Secret" - 3:55
5. "Got To Be Certain" 3:17
6. "Turn It Into Love" - 3:36
7. "I Miss You" – 3:15
8. "I'll Still Be Loving You" – 3:45
9. "Look My Way" – 3:35
10. "Love at First Sight" – 3:09
11. "I Should Be So Lucky" (Extended Mix) – 6:08
12. "The Loco-Motion" (Kohaku Mix) – 5:59
13. "Je Ne Sais Pas Pourquoi" (Moi Non Plus Mix) – 5:55
14. "Got to Be Certain" (Extended) – 6:37
15. "Made in Heaven" (Maid in Australia Mix) – 6:20

## Lanzamiento en VHS
1. "I Should Be So Lucky" (Video)
2. "Got to Be Certain" (Video)
3. "The Loco-Motion" (Video)
4. "Je Ne Sais Pas Pourquoi" (Video)
5. "It's No Secret" (Video)
6. "Made in Heaven" (Video)

- Datos: Q1088752